# Kolędy serca
Kolędy serca − album świąteczny Violetty Villas z 2004 nagrany wraz z o. Bogusławem Palecznym.

## Spis utworów
1. Cicha noc 4'09
2. Gdy się Chrystus rodzi 4'33
3. Anioł pasterzom mówił 4'47
4. Pójdźmy wszyscy do stajenki 3'36
5. Mizerna cicha 4'11
6. Dzisiaj w Betlejem 4'15
7. Lulajże, Jezuniu 6'16
8. Gdy śliczna Panna 3'24
9. Jezus malusieńki 3'38
10. Przybieżeli do Betlejem 4'07
11. Bóg się rodzi 5'02
12. Wśród nocnej ciszy 4'06